# 上斯特納瓦

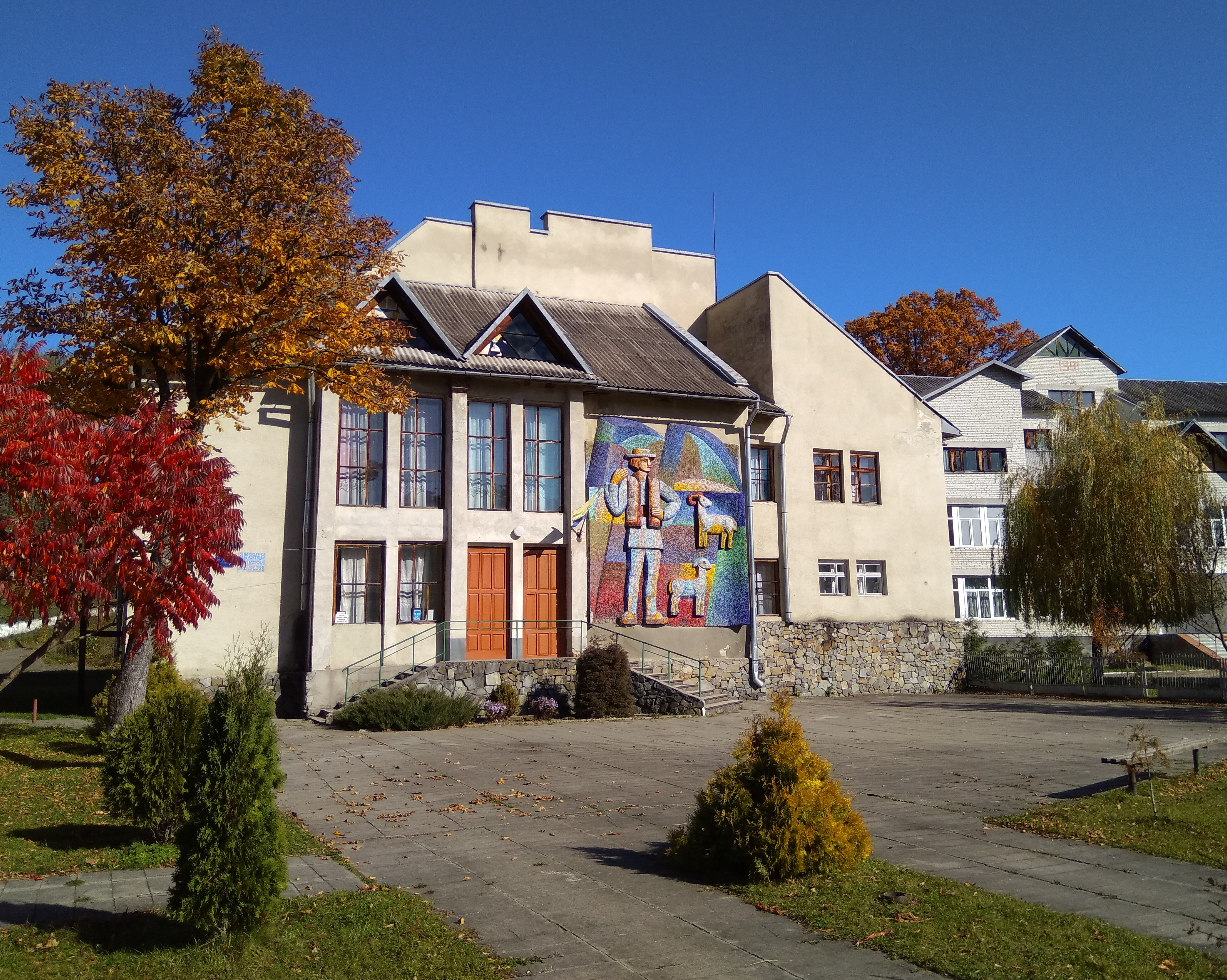
村内房屋

49°9′37″N 23°36′49″E / 49.16028°N 23.61361°E
上斯特納瓦（烏克蘭語：Верхня Стинава），是烏克蘭的村落，位於該國西部利沃夫州，由斯特雷區赫拉博韋茨-杜利貝市鎮負責管轄，處於斯特納夫卡河畔，始建於1241年，面積18.24平方公里，海拔高度416米，2001年人口1,012。